# Котов (Ростовская область)
Котов — хутор в Зимовниковском районе Ростовской области.
Входит в состав Глубочанского сельского поселения.

## География
На хуторе имеется одна улица: Южная.

## Население
| 2010 |
| ---- |
| 55   |

Постоянного населения не имеет. Осенью 2012 года был разобран последний дом, демонтированы линии электропередач и трансформатор.